# Plagiognathus rileyi
Plagiognathus rileyi är en insektsart som beskrevs av Schuh 2001. Plagiognathus rileyi ingår i släktet Plagiognathus och familjen ängsskinnbaggar. Inga underarter finns listade i Catalogue of Life.